# Elena D'Angri
Elena Angri (Corfù, 1821 – Barcellona, 29 agosto 1886) è stata un contralto italiano.
Tra il 1840 e il 1855 si esibì nei maggiori teatri d'Europa, grazie alla flessibilità e all'estensione della sua voce, in un repertorio di opere, principalmente di Rossini. Si esibì in ruoli di contralto, soprano e finanche di baritono. Insieme al primo marito fu l'insegnante di canto di sua nipote Nazarena - in arte Zarè - figlia naturale del pianista austriaco Sigismund Thalberg, apprezzata soprano.

## Biografia
Figlia del napoletano Saverio Angri e di Maria Vitturi, nacque a Corfù, dove fu battezzata il 10 giugno 1821 nella cattedrale dei Santi Giacomo e Cristoforo. Scelse il nome di Elena Angri, anche se in realtà si chiamava all'anagrafe Nazarena, Mattia, Elena, Catterina.
Nel 1839, a Corfù, a 17 anni, da una relazione con il tenente scozzese Giovanni Mackenzie, ebbe una figlia, Metilde Giovanna (che nel 1858 diede poi al pianista Sigismund Thalberg una figlia, chiamata Nazarena).
Studiò canto con Salvatore Taglioni e Giuseppe Doglia, debuttando nell'opera a Firenze e a Lucca, e nel 1844 fu scritturata dal Teatro alla Scala di Milano, dove fu particolarmente acclamata acclamata nell'Azema di Granata di Lauro Rossi. Si fece notare per le sue interpretazioni delle opere di Rossini, Bellini, Donizetti e Verdi, sia in Italia che in Germania, Russia e Spagna, e si esibì con il pianista Sigismund Thalberg in America.
Nel maggio 1848, invitata dalle autorità locali, ricevette grandi onori nella città natale di Corfù, dove fu celebrata anche dal poeta  italiano Flaminio Lolli, esule sull'isola.
Nell'aprile del 1860 fu Rosina ne Il barbiere di Siviglia al Teatro Principal di Barcellona, dove si esibì assieme ad Alessandro Bettini, Antonio Cotogni e Ignazio Marini. Sposò il compositore spagnolo Pedro de Abella e poi, in seconde nozze, il tenente contabile Ercole Marini.